# Федоренко Євген Олексійович
Євген Олексійович Федоренко (нар. 8 жовтня 1939) — український радянський партійний діяч, 1-й секретар Чернігівського міського комітету КПУ Чернігівської області. Член Ревізійної Комісії КПУ в 1986—1990 роках.

## Біографія
Освіта вища. Член КПРС. Перебував на партійній роботі.
У 1981 — січні 1990 року — 1-й секретар Чернігівського міського комітету КПУ Чернігівської області.
З 1990 року — завідувач відділу соціального забезпечення виконавчого комітету Чернігівської обласної ради народних депутатів.
Потім — керівник Спілки підприємств будівельного комплексу Чернігівської області «Будівельник Чернігіщини».

## Нагороди
- ордени
- медалі